# Jordi Cornet
Jordi Cornet Serra (Barcelona, 29 de diciembre de 1965 - Ibidem, 19 de marzo de 2021) fue un político y  empresario español, presidente del Consorcio de la Zona Franca de Barcelona.

## Biografía
Diplomado en ciencias empresariales por la Universidad de Barcelona, realizó un máster en informática por el Instituto de Estudios de Microprocesadores (IEM) y otro en dirección de empresas por el IESE Business School. 
En 1986 se afilió al Partido Popular, y desempeñó diversos cargos: gerente (1991-1996); coordinador general en diversas campañas electorales: autonómicas (1995 y 2010), generales (1996) y municipales (1999); concejal en el Ayuntamiento de Barcelona (1995-2010); portavoz del grupo popular en el consistorio barcelonés (2003-2007); y secretario general del Partido en la provincia de Barcelona (2003-2008).
En 2010, se presentó a las elecciones del Parlamento de Cataluña como número 2 del PP por la circunscripción de Barcelona. Salió elegido diputado y fue designado secretario primero del Parlamento en la sesión constitutiva de la cámara para la IX legislatura.  
En enero del 2012 renunció a la secretaría del Parlamento y al acta de diputado en este para ser nombrado por el Consejo de Ministros como delegado especial del Estado en el Consorcio de la Zona Franca donde ocupó el cargo de Vicepresidente del Plenario y Presidente del Comité Ejecutivo (enero de 2012-junio, 2018). Entre otras cuestiones, contribuyó a la puesta en marcha del salón eDelivery, centrado en la logística de última milla, y la proyección del 3D Factory Incubator, que se consolidó posteriormente como la primera incubadora europea de alta tecnología en impresión 3D.
Casado y con cuatro hijos. Falleció en la madrugada del 19 de marzo de 2021 tras una larga enfermedad.